# 4223 Shikoku
4223 Shikoku (1988 JM) là một tiểu hành tinh vành đai chính được phát hiện ngày 7 tháng 5 năm 1988 bởi Tsutomu Seki ở Geisei.